# Іларіонівська селищна рада
Іларіо́нівська се́лищна ра́да — адміністративно-територіальна одиниця та орган місцевого самоврядування в Синельниківському районі Дніпропетровської області. Адміністративний центр — селище міського типу Іларіонове.

## Загальні відомості
- Населення ради: 9 570 осіб (станом на 2001 рік)

## Населені пункти
Селищній раді підпорядковані населені пункти:
- смт Іларіонове
- смт Сад
- с. Знаменівське
- с. Іванівка
- с. Лозуватка
- с. Старолозуватка

## Склад ради
Рада складається з 32 депутатів та голови.
- Голова ради: Богомол Людмила Василівна
- Секретар ради: Козлова Олена Сергіївна

### Керівний склад попередніх скликань
| Прізвище, ім'я, по батькові | Основні відомості                                                        | Дата обрання | Дата звільнення |
| --------------------------- | ------------------------------------------------------------------------ | ------------ | --------------- |
| Богомол Людмила Василівна   | Селищний голова, 1954 року народження, освіта вища, позапартійна         | 26.03.2006   | 31.10.2010      |
| Богомол Людмила Василівна   | Селищний голова, 1954 року народження, освіта вища, член Партії регіонів | 31.10.2010   |                 |

Примітка: таблиця складена за даними сайту Верховної Ради України

### Депутати
За результатами місцевих виборів 2010 року депутатами ради стали:

#### За суб'єктами висування
| Суб'єкт висування                                       | Кількість обраних депутатів | %    |
| ------------------------------------------------------- | --------------------------- | ---- |
| Партія регіонів                                         | 16                          | 50   |
| Самовисування                                           | 6                           | 18,8 |
| Політична партія «Сильна Україна»                       | 4                           | 12,5 |
| Комуністична партія України                             | 3                           | 9,4  |
| Політична партія Всеукраїнське об'єднання «Батьківщина» | 2                           | 6,3  |
| Партія Зелених України                                  | 1                           | 3,1  |

#### За округами
| № округу                                                | Прізвище, ім'я, по батькові      | Дата визнання обраним | Освіта             | Партійна приналежність                        | Відомості про обраного депутата                                  |
| ------------------------------------------------------- | -------------------------------- | --------------------- | ------------------ | --------------------------------------------- | ---------------------------------------------------------------- |
| Комуністична партія України                             |                                  |                       |                    |                                               |                                                                  |
| 2                                                       | Таран Костянтин Олександрович    | 05.11.2010            | середня            | член Комуністичної партії України             | пенсіонер                                                        |
| 7                                                       | Гірман Павло Павлович            | 05.11.2010            | середня            | позапартійний                                 | приватне підприємство, голова                                    |
| 14                                                      | Лаврик Олександр Никандрович     | 05.11.2010            | вища               | позапартійний                                 | пенсіонер                                                        |
| Партія Зелених України                                  |                                  |                       |                    |                                               |                                                                  |
| 20                                                      | Десятов Максим Вікторович        | 05.11.2010            | середня            | член Партії Зелених України                   | тимчасово не працює                                              |
| Партія регіонів                                         |                                  |                       |                    |                                               |                                                                  |
| 1                                                       | Козлова Олена Сергіївна          | 05.11.2010            | вища               | позапартійна                                  | Іларіонівська селищна рада, секретар                             |
| 8                                                       | Колесник Анатолій Петрович       | 05.11.2010            | середня            | позапартійний                                 | КМС-6 Придніпровської залізниці, начальник ВПО-3000 № 136        |
| 10                                                      | Закликоцький Андрій Михайлович   | 05.11.2010            | вища               | член Партії регіонів                          | підприємство ООО «Інтерпайп НПЗ», електромеханік                 |
| 11                                                      | Крупський Сергій Іванович        | 05.11.2010            | середня            | член Партії регіонів                          | КМС-6 Придніпровської залізниці, майстер                         |
| 12                                                      | Кудим Валентина Степанівна       | 05.11.2010            | вища               | член Партії регіонів                          | приватний підприємець, голова                                    |
| 13                                                      | Міня Валерій Йосипович           | 05.11.2010            | середня            | член Партії регіонів                          | тимчасово не працює                                              |
| 15                                                      | Сугаль Ніна Анатоліївна          | 05.11.2010            | вища               | член Партії регіонів                          | КМС-6 Придніпровської залізниці, майстер                         |
| 16                                                      | Борода Валерій Євгенійович       | 05.11.2010            | вища               | член Партії регіонів                          | приватне підприємство, голова                                    |
| 19                                                      | Балицький Володимир Анатолійович | 05.11.2010            | вища               | член Партії регіонів                          | м'ясокомбінат «Ювілейний»                                        |
| 23                                                      | Саннікова Ірина Олександрівна    | 05.11.2010            | вища               | член Партії регіонів                          | Іларіонівська неповна загальноосвітня школа, директор            |
| 25                                                      | Панкратьєва Валентина Іванівна   | 05.11.2010            | середня            | член Партії регіонів                          | Синельниківська інспекція, оператор                              |
| 28                                                      | Плацинда Ольга Степанівна        | 05.11.2010            | вища               | позапартійна                                  | КЗО Іларіонівський дошкільний навчальний заклад № 1, завідувачка |
| 29                                                      | Нагорняк Валентина Миколаївна    | 05.11.2010            | вища               | член Партії регіонів                          | середня загальноосвітня школа № 87 м. Дніпропетровська, вчитель  |
| 30                                                      | Чернова Марія Степанівна         | 05.11.2010            | середня            | позапартійна                                  | навчально-виховний комплекс селища Сад, завгосп                  |
| 31                                                      | Шкіль Ігор Петрович              | 05.11.2010            | вища               | член Партії регіонів                          | приватне підприємство «Знаменівське», директор                   |
| 32                                                      | Черевко Олександр Анатолійович   | 05.11.2010            | середня            | позапартійний                                 | приватне підприємство, голова                                    |
| Політична партія Всеукраїнське об'єднання «Батьківщина» |                                  |                       |                    |                                               |                                                                  |
| 3                                                       | Гальцева Лариса Леонідівна       | 05.11.2010            | вища               | член Всеукраїнського об'єднання «Батьківщина» | тимчасово не працює                                              |
| 27                                                      | Жулей Юрій Григорович            | 05.11.2010            | вища               | член Всеукраїнського об'єднання «Батьківщина» | селянське фермерське господарство «Жулей», керівник              |
| Політична партія «Сильна Україна»                       |                                  |                       |                    |                                               |                                                                  |
| 5                                                       | Немтінов Володимир Валентинович  | 05.11.2010            | середня            | член Політичної партії «Сильна Україна»       | приватне підприємство, директор                                  |
| 18                                                      | Субота Анатолій Павлович         | 05.11.2010            | середня            | член Політичної партії «Сильна Україна»       | приватне підприємство, директор                                  |
| 22                                                      | Екзархов Анатолій Іванович       | 05.11.2010            | вища               | позапартійний                                 | приватне підприємство, директор                                  |
| 24                                                      | Екзархова Наталія Анатоліївна    | 05.11.2010            | вища               | позапартійна                                  | фармацевтична компанія «Фарма-персонал», медичний представник    |
| Самовисування                                           |                                  |                       |                    |                                               |                                                                  |
| 4                                                       | Коцупей Любов Дмитрівна          | 17.01.2011            | вища               | член Партії регіонів                          | ТОВ «Альфа — КЛ», директор                                       |
| 6                                                       | Панкратьєва Тетяна Миколаївна    | 17.01.2011            | вища               | член Партії регіонів                          | тимчасово не працює                                              |
| 9                                                       | Головченко Олексій Борисович     | 05.11.2010            | середня            | позапартійний                                 | торговельна компанія «Алмаз», охоронець                          |
| 17                                                      | Семенов Віктор Володимирович     | 17.01.2011            | середня спеціальна | член Партії регіонів                          | КМС-6 Придніпровської залізниці, майстер                         |
| 21                                                      | Половний Сергій Анатолійович     | 17.01.2011            | вища               | член Партії регіонів                          | ГМС Придніпровської залізниці, інспектор                         |
| 26                                                      | Чубенко Світлана Анатоліївна     | 17.01.2011            | вища               | член Партії регіонів                          | Іларіонівська неповна загальноосвітня школа, вчитель             |